# Xyris subsetigera
Xyris subsetigera är en gräsväxtart som beskrevs av Gustaf Oskar Andersson Malme. Xyris subsetigera ingår i släktet Xyris och familjen Xyridaceae. Inga underarter finns listade i Catalogue of Life.